# Dolac (rijeka)
Dolac je rječica u Bačkoj. Često ju se zamijeni za rječicu Krivaju koja je nešto istočnije.
Izvire po svoj prilici u Mađarskoj. Točno lociranje je skoro nemoguće, što je čest problem kad se pokušava locirati izvore ravničarske vodotokove.
Od granice prolazi između Gornjeg i Donjeg Tavankuta u pravcu jugoistoka. Blizu najviše točke Kaponje kod kote 125 skreće prema jugu, kod akumulacije. Kod prometnice Mišićevo - Đurđin (blizu t.zv. Šokčić škole) prelazi i teče prema jugu. Par kilometara južnije u nj se ulijeva rječica Čik koja teče jugoistočno od Bajmaka. Ušće Čika u Dolac je par km sjeverozapadno od Đurđina. Dolac od ušća teče južno-jugoistočno, približavajući se Đurđinu sa zapadne strane. Kod mjesta Kočande, na pola puta između Žednika i Malog Beograda, ulijeva se u Krivaju.